# Chư Prông, Gia Lai
Chư Prông là xã thuộc tỉnh Gia Lai, Việt Nam.
Thị trấn Chư Prông có diện tích 20,15 km², dân số năm 2008 là 8.061 người, mật độ dân số đạt 400 người/km².